# یانووو
یانووو (به بلغاری: Yanovo) یک منطقهٔ مسکونی در بلغارستان است که در ساندانسکی واقع شده‌است.